# Agnes Nyanhongo
Agnes Nyanhongo (sinh năm 1960) là một nhà điêu khắc người Zimbabwe.
Là người bản địa của Nyanga, Nyanhongo là con gái của nhà điêu khắc thế hệ đầu tiên Claud Nyanhongo và em gái của Gedion Nyanhongo, và dành nhiều thời gian giúp đỡ trong xưởng vẽ của cha bà khi còn là một bà gái. bà bắt đầu điêu khắc toàn thời gian đầu đời, và năm 1983 bước vào Xưởng BAT ở Harare, nơi bà đã trải qua ba năm. Về mặt phong cách, tác phẩm của bà rất giống với tác phẩm của cha bà, và lấy đó làm chủ đề phụ nữ với nhiều loại khác nhau. Các tác phẩm điêu khắc của bà nằm trong bộ sưu tập vĩnh viễn của bàng viên Điêu khắc Chapungu ở Harare, Loveland, CO, tại Bảo tàng Nghệ thuật Ngoài trời ở Englewood, Colorado và tại triển lãm Điêu khắc Zimbabwe: Truyền thống về Đá tại Sân bay Quốc tế Hartsfield-Jackson Atlanta.